# Esther Williams

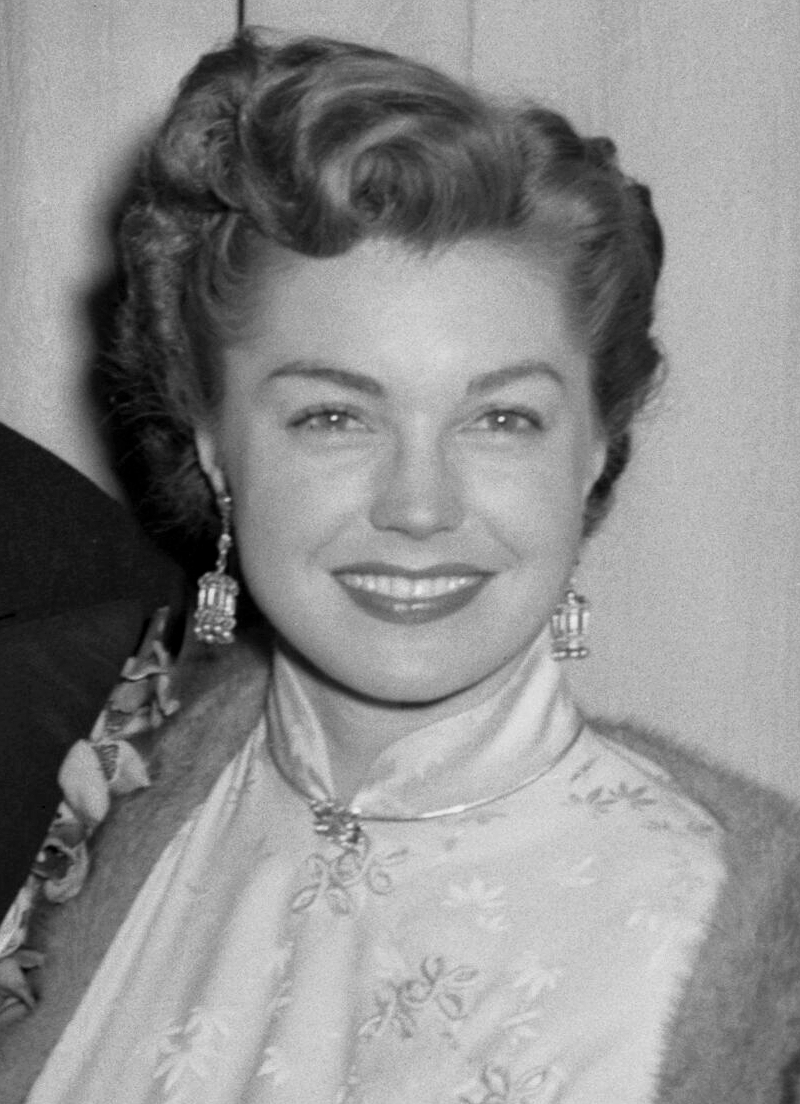
Esther Williams (1951)

Esther Jane Williams (* 8. August 1921 in Inglewood; † 6. Juni 2013 in Beverly Hills) war eine US-amerikanische Schwimmerin und Schauspielerin. In den 1940er und 1950er Jahren erlangte sie als schwimmende Schönheit in den weltweit erfolgreichen „Aqua-Musicals“ einen hohen Bekanntheitsgrad.

## Leben

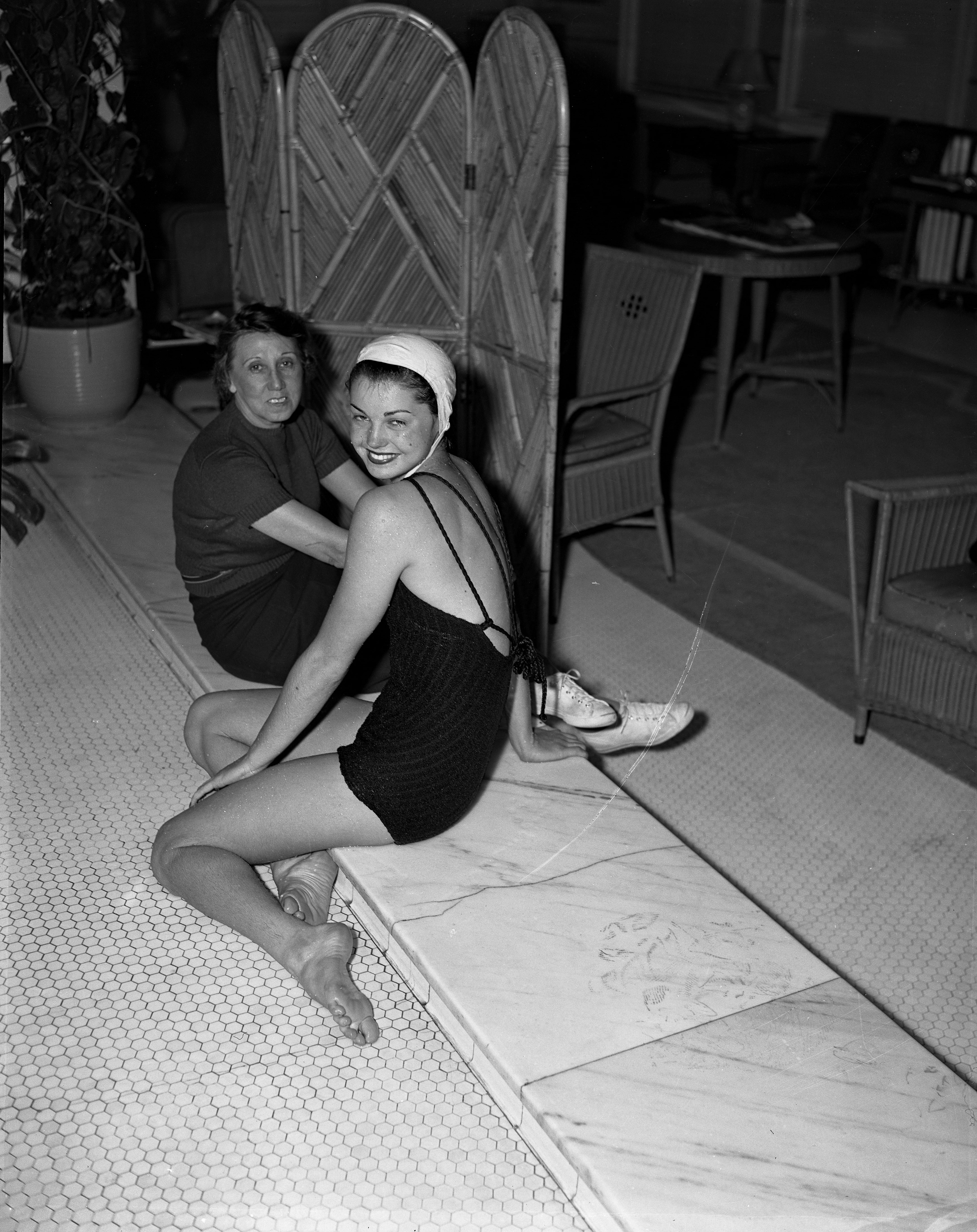
Esther Williams im Alter von 17 Jahren während einer Pause vom Schwimmtraining (1939)

Als 16-Jährige gewann Esther Williams drei US-Meisterschaften im Brustschwimmen und Freistilschwimmen. Als 17-Jährige stellte sie nationale Rekorde über 100 Yards Brust und 100 Meter Freistil auf. Williams war für das US-Team bei den Olympischen Spielen 1940 in Tokio vorgesehen, die jedoch wegen des Zweiten Weltkriegs nicht stattfanden.
Als Hauptdarstellerin in der Wasserballett-Freiluftshow Aquacade von Billy Rose, in der sie mit anderen Schwimmidolen wie Johnny Weissmüller und Gertrude Ederle auftrat, wurde Hollywood auf sie aufmerksam. 1942 hatte sie an der Seite von Mickey Rooney ihr Filmdebüt. Aufmerksamkeit erlangte sie dann mit dem in Hollywood produzierten Film Badende Venus und weiteren „Aqua-Musicals“ bis Mitte der 1950er Jahre nach demselben Muster. In dramatischen Rollen konnte sie sich nicht etablieren. Ab 1962 zog sie sich aus dem Filmgeschäft zurück. Sie trat noch im Fernsehen auf und präsentierte eigene Bademoden und Swimmingpools.
In erster Ehe war Williams 1940 bis 1944 mit dem Medizinstudenten Leonard Kovner verheiratet. Nach der Scheidung heiratete sie 1945 den Manager und Sänger Ben Gage, mit dem sie drei Kinder hatte. Nach der Scheidung 1959 schloss sie erst 1969 ihre dritte Ehe mit dem Schauspieler Fernando Lamas. Lamas starb 1982. Ihre 1994 geschlossene Ehe mit Edward Bell hielt bis zu ihrem Tod.
1966 wurde sie in die Ruhmeshalle des internationalen Schwimmsports aufgenommen.
Am 6. Juni 2013 starb Esther Williams im Alter von 91 Jahren im Schlaf in ihrer Villa in Beverly Hills.

## Filmografie (Auswahl)
- 1943: Kampf in den Wolken (A Guy Named Joe)
- 1944: Badende Venus (Bathing Beauty)
- 1945: Broadway Melodie 1950 (Ziegfeld Follies)
- 1945: Flitterwochen zu dritt (Thrill of a Romance)
- 1946: Eine Falle für die Braut (Easy to Wed)
- 1946: Bis die Wolken vorüberzieh’n (Till the Clouds Roll By)
- 1947: Bezaubernde Lippen (This Time for Keeps)
- 1947: Mexikanische Nächte (Fiesta)
- 1948: Auf einer Insel mit dir (On an Island with You)
- 1949: Spiel zu dritt (Take Me Out to the Ball Game)
- 1949: Neptuns Tochter (Neptune’s Daughter)
- 1950: Die Venus verliebt sich (Duchess of Idaho)
- 1950: Liebeslied auf Tahiti (Pagan Love Song)
- 1951: Der Cowboy, den es zweimal gab (Callaway Went Thataway) (Cameo)
- 1951: Karneval in Texas (Texas Carnival)
- 1952: Mädels ahoi (Skirts Ahoy!)
- 1952: Die goldene Nixe (Million Dollar Mermaid)
- 1953: Du bist so leicht zu lieben (Easy to Love)
- 1953: Die Wasserprinzessin (Dangerous When Wet)
- 1954: Jupiters Liebling (Jupiter’s Darling)
- 1954: Athena
- 1956: In den Fängen des Teufels (The Unguarded Moment)
- 1958: Sturm über Eden (A Raw Wind in Eden)
- 1960: Die große Attraktion (Big Show)